# Guadi Galego

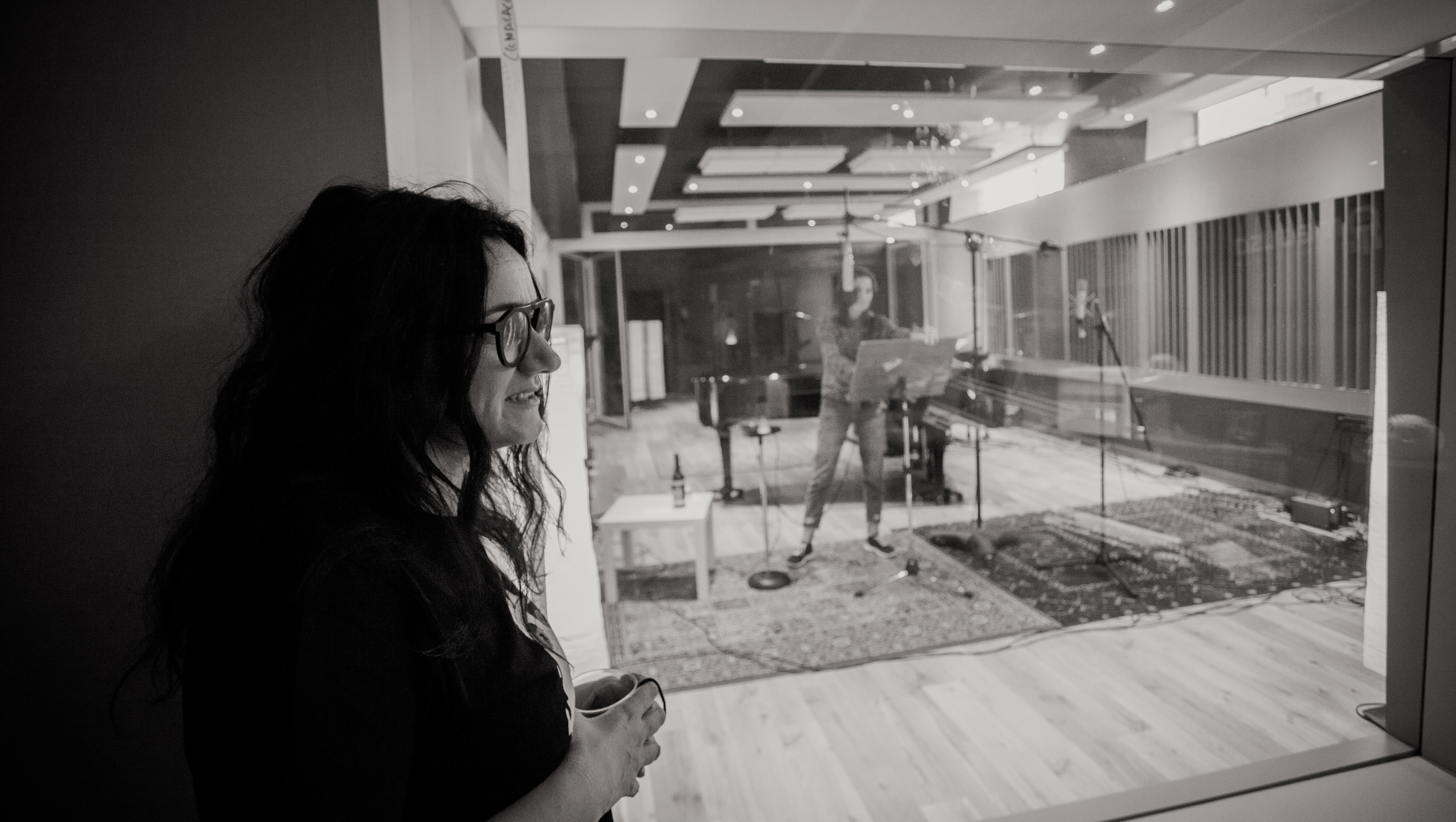
Guadi Galego durante la grabación de IMMERSION

Guadalupe Cribeiro Galego, conocida como Guadi Galego, (Cedeira, La Coruña, 1974) es una cantante española.

## Carrera musical
Guadi Galego inició su carrera musical muy joven. Desde el año 1997 fue gaitera, pianista y vocalista en el grupo Berrogüetto, grabando tres discos, hasta enero de 2008. También formó parte del dúo Espido y de Nordestin@s. Su carrera en solitario se inició con el álbum Benzón, que se publicó en 2009. Este disco fue aclamado tanto por la crítica gallega como por la española, recibió el premio al mejor disco del año y la candidatura a los Premios de la Música.
Presentó su disco Lúas de outubro e agosto el 25 de noviembro de 2014 Día Internacional de la eliminación de la violencia contra la mujer, en el que incluyó la canción "Matriarcas", un homenaje a las mujeres reales y a su vida cotidiana.
Con motivo del Día de las Letras Gallegas en 2017 y con el objetivo de fomentar el canto coral en los colegios e institutos, participó en un acto organizado por el Centro de Formación y Recursos (CFR)   en el que cerca de mil estudiantes de Primaria y Secundaria grabaron junto a Guadi Galego, uno de sus temas, "Chea de vida" (Llena de vida) bajo la batuta de Ramón Bermejo. Fue en las naves del astillero Navantia.
El siguiente año, el 17 de mayo, Día de las Letras Gallegas, actuó en el programa televisivo Late motiv de Andreu Buenafuente, invitada expresamente como artista gallega para actuar en directo en un programa estatal. En octubre de ese mismo año fue reconocida con el premio del Día Internacional de las mujeres rurales por la Federación de Mujeres Rurales (FADEMUR) y la Diputación de La Coruña.
En febrero de 2020 recibió el Premio a la Promoción de la Realidad Multilingüe de España, por su obra Immersion, con canciones en siete lenguas de la península ibérica (gallego, portugués, vasco, catalán, aranés, asturiano y castellano). El galardón es concedido por los gobiernos de Cataluña, Galicia, Euskadi, Valencia, Navarra y las Islas Baleares. A Guadi Galego se le entregó una escultura realizada por la escultora Monique Bastiaans, que representa al Árbol de las lenguas.

## Discografía

#### Trabajos propios
- Espido (2005) Con Guillerme Fernández.
- Benzón (2009)
- Lúas de outubro e agosto (2014)
- O mundo está parado (2016)[11]
- Bóla de cristal (2018)[5]
- IMMERSION (2019)
- Costuras (2020)

#### Trabajos con Berrogüetto
- Viaxe por Urticaria (1999).
- Hepta (2002).
- 10.0 (2006).

#### Trabajos con Nordestin@
- Nordestin@s (2006, Falcatruada).

#### Trabajos con Guillerme Fernández, Xabier Díaz y Xosé Lois Romero
- aCadaCanto (2012).
- A rosa d'Adina (2013, Músicas de Salitre).

## Premios
- Premio La Opinión otorgado por la crítica especializada al segundo mejor álbum gallego del 2005, por Espido.[12]
- Premio La Opinión otorgado por la crítica especializada al mejor álbum gallego del 2009, por Benzón.
- Premio da Crítica Galicia de Música en el 2015.
- Premio Bos e Xenerosos de la Fundación Eduardo Pondal en 2015.
- Premio Martín Códax 2016 en la categoría de canción de autor.[12]
- Premio Rebulir de la Cultura Gallega 2018 en la categoría de Música Gallega.
- Premio á Promoción da Realidade Plurilingüe do Estado 2020

### Con Berrogüetto
- Premio La Opinión otorgado por la crítica gallega al mejor álbum gallego en el 2002.
- Finalista del premio al mejor álbum en gallego en la VI Edición de los Premios de lana Música, otorgado por la Academia de las Artes y las Ciencias de la Música en el 2002.
- Preis Diere Deutschen Schallplattenkritik, premio de la crítica alemana al mejor grupo folk en el 2002.
- Nombramiento por la Academia Latina de Artes y Ciencias de la Grabación a la 3ª edición de los Premios Grammy Latinos en el apartado de Mejor Álbum de Música Folk en el 2002.
- Preis Diere Deutschen Schallplattenkritik, premio de la crítica alemana al mejor disco de World Music por 10.0 en el 2007.
- Premio La Opinión otorgado por la crítica gallega al segundo mejor álbum gallego por 10.0 en el 2007.
- Finalista del premio al mejor álbum en gallego en la edición de los Premios de la Música, otorgado por la Academia de las Artes y las Ciencias de la Música en el 2007.

### Con Nordestin@
- Premio La Opinión otorgado por la crítica gallega al mejor álbum gallego del 2006.